# Paraténico
En parasitología, el término paraténico describe a un hospedador intermediario que no es necesario para el desarrollo del parásito, pero que sirve para mantener su ciclo vital. Alaria americana puede servir como ejemplo: los denominados estados mesocercariales de este organismo residen en renacuajos, que sirven muy raramente de alimento al hospedador definitivo cánido. Los renacuajos son más frecuentemente depredados por serpientes, en cuyo interior el parásito no continúa su desarrollo pero sí se multiplica, infectando a su hospedador definitivo una vez la serpiente es comida por un cánido. En este caso, la serpiente es un hospedador paraténico puesto que es necesaria, no para el desarrollo de los ciclos de vida del parásito, pero sí para transmitirse al hospedador definitivo.